# Tilemann Grimm
Tilemann Grimm (* 27. Februar 1922 in Höxter; † 25. Juli 2002 in Göttingen) war Ordinarius für Sinologie (Chinesische Kultur, Geschichte und Sprachen) in Münster (1962–1965), Bochum (1965–1974) und Tübingen (1974–1989). 

## Leben
Grimm kam als Kleinkind mit seinen Eltern nach Peking und lebte vom 2. bis zum 13. Lebensjahr in China, wo er ab 1928 die Deutsche Botschaftsschule Peking besuchte. Er lernte schon als Kind Chinesisch und setzte sich intensiv mit seiner chinesischen Umgebung auseinander und wurde deshalb von seinen Mitschülern als „Sinolögchen“ verspottet. 
Ab 1930 lebte Grimm mit seiner Familie in Tianjin, bis er 1934, zwei Jahre früher als seine Eltern, China wieder verließ. Seine Mutter, Irmgard Grimm, war nämlich der Ansicht, dass es nicht gut für ihren Sohn sein konnte, in China, wo „weiße Kinder“ über die Maßen verwöhnt waren, als „Herr“ aufzuwachsen. Sein Vater, Reinhold Grimm, begleitete ihn nach Deutschland, während die Mutter mit den anderen zwei Kindern in Tianjin zurückblieb. Im Verlauf der Schiffsreise lernte Reinhold Grimm seinen inzwischen 14-jährigen Sohn erst richtig kennen und fand Gefallen an dem Jungen. 
Er war Redakteur beim Deutschen Allgemeinen Sonntagsblatt.
Grimm studierte später in Hamburg Sinologie und Japanologie; 1953 wurde er mit einer Arbeit über Das Neiko der Ming-Zeit promoviert und habilitierte sich 1959 über Erziehung und Politik im konfuzianischen China der Ming-Zeit. 1978 wurde er als ordentliches Mitglied in die Heidelberger Akademie der Wissenschaften aufgenommen. 1985/1986 war Grimm Forschungsstipendiat am Historischen Kolleg in München.

## Forschungsschwerpunkte
Grimm war unter anderem als Maoismus-Experte bekannt. 1967 erschien seine Übersetzung des Roten Buchs, die auch heute noch verwendet wird. Seine 1968 erschienene Monografie über Mao Zedong erlebte zahlreiche Neuauflagen.
Weitere Forschungsbereiche von Grimm waren die Ming-Dynastie und Burma.

## Veröffentlichungen (Auswahl)
- Das rote Buch – Worte des Vorsitzenden Mao Tse-tung. Fischer, 1967
- Mao Tse-Tung. Mit Selbstzeugnissen und Bilddokumenten. Rowohlt, 1968 (16. Aufl.: 2001). ISBN 3499501414
- Meister Kung – Zur Geschichte der Wirkungen des Konfuzius. Westdeutscher Verlag, 1976. ISBN 978-3531072166
- Blickpunkte auf Südostasien. Historische und kulturanthropologische Fragen zur Politik (= Schriften des Historischen Kollegs. Vorträge, Bd. 15). München 1988 (Digitalisat)